# ゼブレ・パルマ
ゼブレ・パルマ（伊: Zebre Parma）は、イタリアのエミリア＝ロマーニャ州パルマに本拠地を置くラグビーユニオンクラブである。スタジアムはスタディオ・セルジョ・ランフランキ。ユナイテッド・ラグビー・チャンピオンシップに所属する前はゼブレと呼ばれていた。

## 歴史
1973年創設。
2012年（2012-13シーズン）からプロ12（現ユナイテッド・ラグビー・チャンピオンシップ）に参加。

## スコッド
2024-25シーズンのスコッド（2024年8月現在）
| フッカー - ルカ・ビジ - トッマソ・ディ・アルトロメーロ - ギオヴァーニ・クアットリーニ(Giovanni Quattrini) - ジャンピエトロ・リバルディ プロップ - パオロ・ブオンフィーリョ - ダニーロ・フィスケッティ - ルカ・フランススッチェット(Luca Franceschetto) - モハメド・ハサ - イオン・ネクラーイ - マッテオ・ノチェーラ - フアン・ピティナーリ - ルカ・リッゾーリ ロック - マッテオ・カナーリ - ディラン・デ・レーウ - レオナルド・クルモフ - デイブ・シシィ - アンドレア・ザンボニン | フランカー/No.8 - ルカ・アンドレアーニ - イァコポ・ビアンキ - ギアコロ・フェッラーリ - ジョヴァンニ・リカータ - ダヴィデ・ルッジェリ - バウティスタ・スタヴィレ - グイド・ボルピ スクラムハーフ - トーマス・ドミンゲス - アレッサンドロ・フスコ - ゴンサロ・ガルシア - ラッコ・ジェリック フライハーフ - ジャコモ・ダ・レ - ギオヴァーニ・モンテマウリ - ジェロニモ・プリスティアンテルリ | センター - スコット・グレゴリー - エンリコ・ルッキン - ダミアーノ・マッツァ - ルカ・モリシ - フェトゥリ・パエア ウイング - フィリッポ・ボッゾーニ(Filippo Bozzoni) - ベン・ケンブリアニーニ - シモーネ・ジェジ フルバック - ロレンツォ・パーニ - ヤコポ・トゥルッラ |
| | | |
| はキャプテン。 | | |

## 歴代所属選手
- マウロ・ベルガマスコ(Mauro Bergamasco)…イタリア代表106キャップ、1999～2015年W杯5大会連続出場。
- アンドレイ・マフ(Andrei Mahu)…モルドバ代表24キャップ、現在はUSAペルピニャンに所属。
- ティト・テバルディ(Tito Tebaldi)…イタリア代表36キャップ、現在はペトラルカ・パドヴァに所属。
- ブラーム・スタイン(Braam Steyn)…イタリア代表39キャップ、現在はベネットン・ラグビーに所属。
- イアン・マッキンリー(Ian McKinley)…イタリア代表9キャップ。
- リアム・ミッチェル(Liam Mitchell)…現在は埼玉パナソニックワイルドナイツに所属。
- フェデリコ・ルッツァー(Federico Ruzza)…イタリア代表19キャップ、現在はベネットン・ラグビーに所属。
- マッテーオ・ミノッツイ(Matteo Minozzi)…イタリア代表19キャップ、現在はワスプス・ラグビーに所属。
- エドアルド・パドヴァーニ(Edoardo Padovani)…イタリア代表24キャップ、現在はベネットン・ラグビーに所属。
- アレクサンドル・タルス(Alexandru Tarus)…ルーマニア代表35キャップ、現在はルーアン・ノルマンディー・ラグビーに所属。
- オリヴィエロ・ファビアーニ(Oliviero Fabiani)…イタリア代表10キャップ、現在はコロルノ・ラグビーに所属。
- アンドレア・ロボッティ(Andrea Lovotti)…イタリア代表43キャップ、現在はコロルノ・ラグビーに所属。
- ピエトロ・チェッカレリ(Pietro Ceccarelli)…イタリア代表31キャップ、現在はUSAペルピニャンに所属。
- ジュリオ・ビゼーニ(Giulio Bisegni)…イタリア代表16キャップ、現在はコロルノ・ラグビーに所属。
- マッティア・ベッリーニ(Mattia Bellini)…イタリア代表28キャップ、現在はベネットン・ラグビーに所属。
- マクシム・ムバンダ(Maxime Mbanda)…イタリア代表28キャップ、現在はコロルノ・ラグビーに所属。
- ダニーロ・フィスケッティ(Danilo Fischetti)…イタリア代表26キャップ、現在はロンドン・アイリッシュに所属。
- カルロ・カンナ(Carlo Canna)…イタリア代表47キャップ、現在はフィアンメ・オーロ・ラグビーに所属。
- グリエルモ・パラッツァーニ(Guglielmo Palazzani)…イタリア代表41キャップ、現在はラグビー・カルヴィザーノに所属。
- マルコ・マンフレディ(Marco Manfredi)…イタリア代表3キャップ、現在はベネットン・ラグビーに所属。
- ピエール・ブルーノ(Pierre Bruno)…イタリア代表15キャップ、2019年W杯出場。